# Річки (Сумський район)
Річки́ — село у Сумському районі (до 2020 року у Білопільському районі) Сумської області, центр Річківської сільської територіальної громади. Населення становить ▼1125 осіб. До 2018 орган місцевого самоврядування — Річківська сільська рада.

## Географія
Розташоване на берегах річок Безіменної, Криги та Морочі, а також на лівому березі річки Павлівка, звідси походить назва села. За 17 км на південний схід від районного центру і за 20 км від залізничної станції Білопілля. Вище за течією річки Криги на відстані 2,5 км розташоване село Діброва, нижче за течією на відстані в 3 км розташоване село Мар'янівка, на протилежному березі річки Павлівка — село Степанівка. Сільраді було підпорядковане с. Баїха.
У селі працює середня школа, будинок культури з залом на 400 місць, лікарня, магазини, щосереди і щосуботи — ярмарок.

## Історія
- Історію свою починає з XVII століття, перша писемна згадка — 1663 року. Першими поселенцями були селяни, які тікали з Правобережної України від польських панів та з російських сіл. Наприкінці 50-х рр. XVII ст. був створений Сумський козацький полк. Першим полковником став осадчий м. Суми Герасим Кондратьєв.
- В середині XVII століття в Річках проживало 2095 чол., сто років по тому — 5011 чол.
- За даними на 1864 рік у казенній слободі, центрі Річанської волості Сумського повіту Харківської губернії, мешкало 3719 осіб (1745 чоловічої статі та 1974 — жіночої), налічувалось 574 дворових господарства, існували православна церква, станова квартира та училище[2].
- У 1885 році у слободі налічувалось 823 двори, кам'яна церква, волосне правління, школа, лікарня, хлібні магазини і лавки, 2 постоялих двори і 7 «питейных домов», діяв цегельний завод. Були широко розвинені кустарні промисли, зокрема ткацтво.
- На початку ХХ століття у селі проживало близько 6 тисяч чол., проходило по три ярмарки на рік. В 1905 році в Річках відбувалися виступи селян.
- Станом на 1914 рік кількість мешканців зросла до 10436 осіб[3].
- 9 квітня 1914 року в селі упав метеорит вагою близько 10 кг.
- Село увійшло до складу УНР 1917 року. З 1923 по 1930 рік село центр району Сумської округи в радянській зоні окупації. До цього адміністративного утворення входило 10 населених пунктів, загальною чисельністю населення 12 тис. чол.
- Село постраждало внаслідок геноциду українського народу, проведеного урядом СРСР 1923—1933 та 1946–1947 роках[4]. 1941 року сталіністи втекли із села.
- 932 жителі Річок воювали у складі Червоної армії армії, 861 мали відзнаки уряду СРСР, 439 — загинули протягом радянсько-німецької війни.
- 12 червня 2020 року, відповідно до Розпорядження Кабінету Міністрів України № 723-р «Про визначення адміністративних центрів та затвердження територій територіальних громад Сумської області» увійшло до складу Річківської сільської громади[5].
- 19 липня 2020 року, в результаті адміністративно-територіальної реформи та ліквідації  Білопільського району, село увійшло до складу новоутвореного Сумського району[6].

### Історія зруйнованих церков
Покровську церкву в с. Річки було збудовано в 1663 р., а в 1761 р. згоріла з усім майном від удару блискавки. В кінці 1790 р. відбудована. Кам’яну однопрестольну церкву споруджено в 1821 р. і освячено 1832 р. Будівничими храму були — протоієрей Петро Назарьєв та прихожани. В храмі зберігалися церковні книги 17-го ст., метрики і сповідальні розписи починаючи з 1751 р. Покровська церква зруйнована в 1928-1929 рр. за часів радянської влади. Нині на її місці встановлено пам‘ятний знак.

### Троїцька церква
Коштом парафіян споруджено Троїцьку церкву (кінець 1870 - 1882 рр.). Проєкт споруди  харківського єпархіального архітектора Ф. І. Данілова. При храмі діяла церковно-парафіяльна школа. В 1933-1934 роках, за радянської влади, зняли з неї куполи і дзвіниці й використали приміщення під майстерню. Під час Другої світової війни службу відновили. На початку 60-х років церкву відремонтували і діяла вона до 1959 р. Зруйнована в 1986 р. З 1990 р. в селі проходять церковні Богослужіння у пристосованій під церкву будівлі, настоятель — о. Богдан (Б. Оприско).

## Російські обстріли села
24 березня 2024 року внаслідок нічного обстрілу російськими військовими села пошкоджені школа, будинок культури, будівля сільської ради та приватні будинки.
18 квітня 2024 року по селу росіяни били з артилерії (7 влучань зі ствольної артилерії та 5 влучань із РСЗВ). Внаслідок ворожих обстрілів одна жінка дістала поранення, ще одна жінка від отриманих поранень померла у кареті швидкої допомоги. Пошкоджено житловий будинок та господарчі споруди. Через дві години ворог ще раз вдарив по селу із РСЗВ - 5 влучань.
14 серпня 2024 року оперативне командування “Північ” повідомило, що російський агресор обстріляв Сумську область. В селі зафіксовано 1 вибух, ймовірно КАБ. В результаті обстрілу отримали поранення 2 цивільні особи, зруйновано один приватний будинок та домоволодіння, пошкоджено 11 приватних будинків.
17 серпня 2024 року оперативне командування «Північ» повідомило про обстріли Сумської області. Серед постраждалих населених пунктів село Річки – 1 вибух, ймовірно КАБ.

## Населення

### Мова
Розподіл населення за рідною мовою за даними :
| Мова            | Кількість | Відсоток |
| --------------- | --------- | -------- |
| українська      | 2069      | 97.32%   |
| російська       | 50        | 2.35%    |
| білоруська      | 6         | 0.28%    |
| інші/не вказали | 1         | 0.05%    |
| Усього          | 2126      | 100%     |

## Пам'ятки
- На увічнення пам'яті загиблих споруджено стелу. Біля ДК є братська могила підпільників і червоноармійця Л. О. Васильєва, полеглого при звільненні села від німецьких окупантів у 1943 р. У 1974 році споруджено пам'ятний знак на честь земляка, двічі Героя Радянського Союзу С. П. Супруна. Тут народився і повний кавалер ордена Слави М. А. Винниченко.
- У центрі села розташована ботанічна пам'ятка природи «Дуб С. П. Супруна».
- Побутові пісні села Річки - елемент нематеріальної культурної спадщини Сумської області

## Традиції

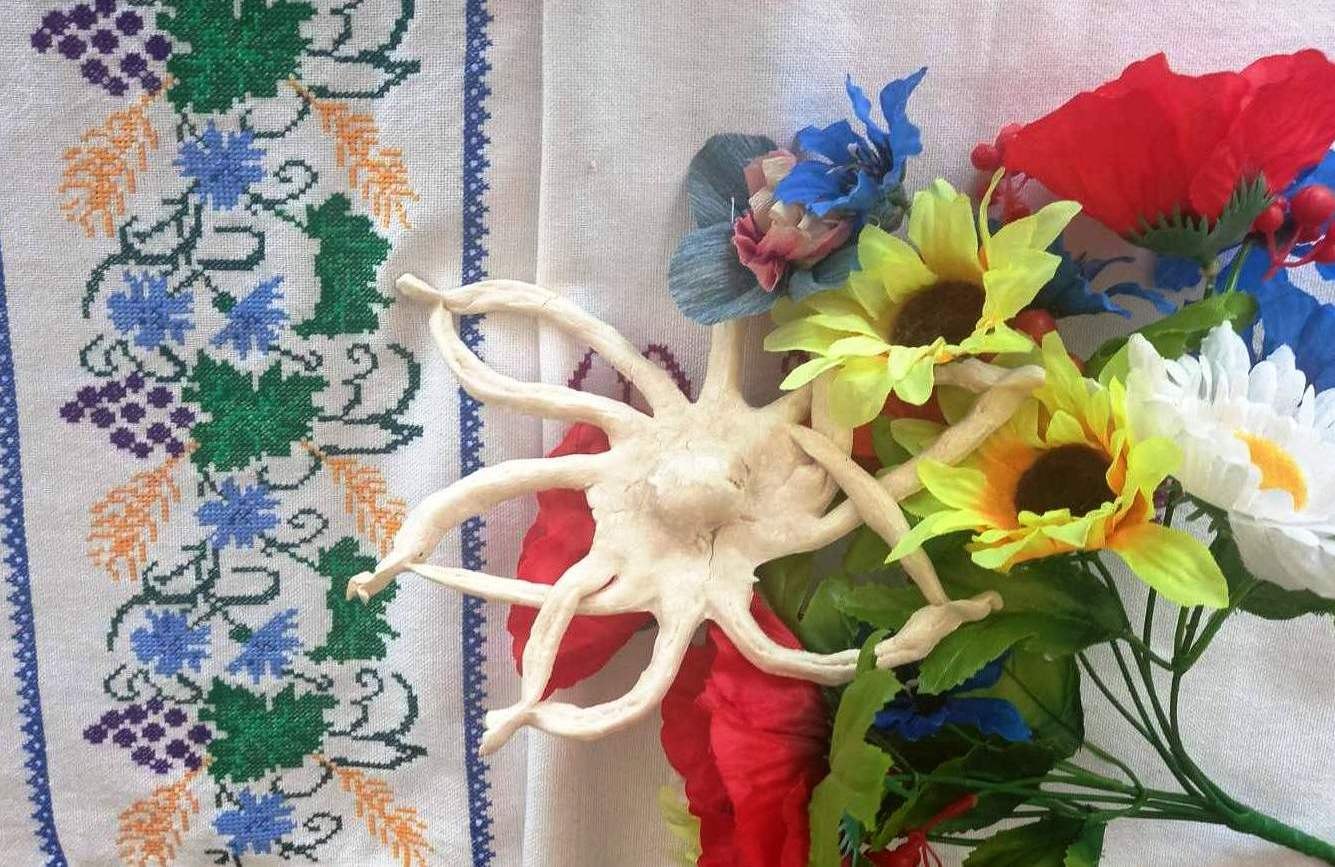
Випікання весільних утят

Випікання весільних утят — традиція, яка походить із цього села. Включена до переліку Нематеріальної культурної спадщини України.
Традиція випікання весільних утят у селі була популярною в 1960-х, 1970-х роках.
Приготування та випікання утят, яке традиційно відбувалось у вівторок або в середу, супроводжувалось обрядовими піснями, тоді як весілля святкували в п'ятницю або неділю.
Печиво «весільні утята» стало символом любові за злагоди для молодої сім'ї. Коли ввечері наречені збираються їхати до молодого, дружки та бояри наввипередки розбирають це печиво, щоб принести добробут та благополуччя у дім і сім'ю. Іноді на весіллях випікали багато весільних утят, для того, щоб вистачило усім гостям та боярам.

## Археологія
За 2 км на північ від Річок розташовані кургани доби бронзи (II тис. до н. е.).
На околицях села знаходяться кілька десятків могил, які відносяться до зрубного часу. В 1951 р. був виявлений гострореберний горщик  — пам’ятки типової зрубної культури. Це доказ перебування зрубних премен на території нинішньої Сумської області.

## Відомі люди
- Бага Олексій Митрофанович — організатор сільського господарства, кандидат сільськогосподарських наук.
- Бугайов Руслан Миколайович — український військовик, учасник російсько-української війни[14].
- Винниченко Михайло Андрійович — повний кавалер ордена Слави.
- Лавриненко Микола Васильович — радянський діяч органів державної безпеки, начальник військ Західного прикордонного округу КДБ УРСР, генерал-лейтенант. Депутат Верховної Ради УРСР 9-10-го скликань. Член ЦК КПУ в 1976 — 1981 р.
- Лютий А. Ф. — художник.
- Ревенко Микола Мусійович — український політик. Депутат Верховної Ради України 2-х скликань, доктор економічних наук.
- Ровний Олександр Олександрович (29.11.1991-17.10.2014) — учасник російсько-української війни[15].
- Супрун Степан Павлович — радянський військовий льотчик-винищувач, перший двічі Герой Радянського Союзу.

## Також
- Перелік населених пунктів, що постраждали від Голодомору 1932-1933, Сумська область
- Річанська сотня